# Matthias Ehrhardt
Matthias Ehrhardt (* 1968 in Berlin) ist ein deutscher Mathematiker und Hochschullehrer an der Bergischen Universität Wuppertal. Ehrhardt beschäftigt sich mit der numerischen Lösung von partiellen Differentialgleichungen und deren Anwendungen. 

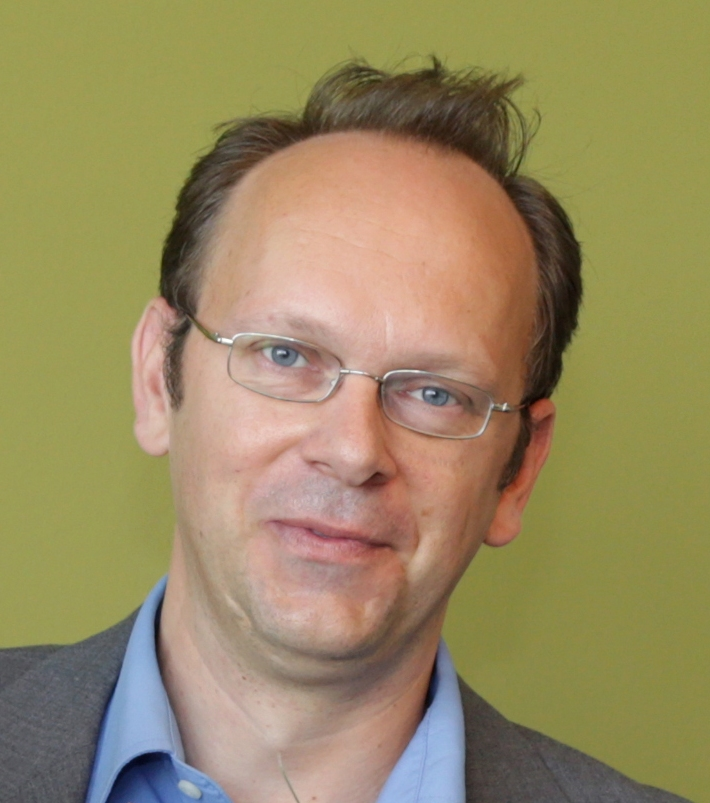
Matthias Ehrhardt

## Leben
Ehrhardt studierte ab 1988 Technomathematik mit den Nebenfächern Strömungslehre und Computergrafik an der TU Berlin, wo er 1995 das Diplom zum Thema „Finite Differenzenverfahren für hyperbolische Systeme mit absorbierenden Randbedingungen“ erhielt. Im Mai 2001 promovierte er bei Anton Arnold und Rolf Dieter Grigorieff (* 1938) an der TU Berlin zum Thema „Discrete Artificial Boundary Conditions“.
Er war von 2002 bis 2008 wissenschaftlicher Mitarbeiter und Leiter der Nachwuchsgruppe „Applied Analysis“ im DFG-Forschungszentrum Matheon – Mathematik für Schlüsseltechnologien an der TU Berlin und von 2008 bis 2009 war er wissenschaftlicher Mitarbeiter am Weierstraß-Institut für Angewandte Analysis und Stochastik (WIAS) in Berlin. Seit dem Wintersemester 2009/2010 ist er Professor für Numerische Mathematik an der Bergischen Universität Wuppertal. Er war unter anderem Gastprofessor in Halmstad und Lille.
Ehrhardt war von 2013 bis 2016 Koordinator des International Training Network (ITN) STRIKE „Novel Methods in Computational Finance“. 
Seit November 2022 ist Ehrhardt stellvertretender Sprecher des Interdisziplinären Zentrum Machine Learning and Data Analytics (IZMD) der Bergischen Universität Wuppertal. 
Seit November 2023 ist Ehrhardt der Vize-Präsident von EU-MATHS-IN, dem europäischen Netzwerk aller nationalen Netzwerke für angewandte/industrielle Mathematik.
Seit Juli 2024 ist Ehrhardt der Ko-Leiter des ERASMUS Mundus Joint Masters Programms MATHS-DISC „Mathematical Modelling, Simulation and Data Science for Industrial and Societal Challenges“.

## Auszeichnungen
Im Juli 2012 erhielt Ehrhardt den erstmals verliehenen Weltlöwen, einen Preis für besonderes Engagement von Hochschullehrenden für die Internationalisierung der Bergischen Universität Wuppertal in Studium und Lehre.

## Schriften
- Finite Differenzenverfahren für hyperbolische Systeme mit absorbierenden Randbedingungen. Diplomarbeit, TU Berlin, 1995.
- Discrete Artificial Boundary Conditions. Dissertation, TU Berlin, 2001.
- mit X. Antoine, A. Arnold, C. Besse und A. Schädle, A Review of Transparent and Artificial Boundary Conditions Techniques for Linear and Nonlinear Schrödinger Equations (PDF; 3,9 MB). Commun. Comput. Phys. Vol. 4, Number 4, (2008), 729-796. (open access article)
- mit M. Günther und J. ter Maten (eds.), Novel Methods in Computational Finance, Vol. 25 of the Springer series Mathematics in Industry of The European Consortium for Mathematics in Industry (ECMI), Springer 2017, ISBN 978-3-319-61281-2
- M. Ehrhardt (ed.), Nonlinear Models in Mathematical Finance: New Research Trends in Option Pricing. Nova Science Publishers, Inc., Hauppauge, NY 11788, 2008, ISBN 978-1-60456-931-5
- M. Ehrhardt (ed.), Mathematical Modelling and Numerical Simulation of Oil Pollution Problems. Springer 2015, ISBN 978-3-319-16458-8
- mit Th. Koprucki (eds.), Multi-Band Effective Mass Approximations - Advanced Mathematical Models and Numerical Techniques. Springer 2014, ISBN 978-3-319-01427-2
- M. Ehrhardt (ed.), Novel Trends in Lattice-Boltzmann Methods - Reactive Flow, Physicochemical Transport and Fluid-Structure Interaction, Progress in Computational Physics, Vol. 3, Bentham Science Publishers Ltd., 2013.
- M. Ehrhardt (ed.), Coupled Fluid Flow in Energy, Biology and Environmental Research, Progress in Computational Physics, Vol. 2, Bentham Science Publishers Ltd., 2012.
- M. Ehrhardt (ed.), Wave Propagation in Periodic Media - Analysis, Numerical Techniques and practical Applications, Progress in Computational Physics, Vol. 1, Bentham Science Publishers Ltd., 2010.